# Fares El-Bakh
Pour les articles homonymes, voir Ibrahim.
Fares Ibrahim Hassouna El-Bakh (en arabe : فارس إبراهيم حسونة الباخ) est un haltérophile qatarien né le 4 juin 1998 en Égypte. Son père, Ibrahim Hassouna, a représenté l'Égypte aux jeux de 1984 à 1992. 
Il finit huitième de l'épreuve des moins de 85 kg aux Jeux olympiques d'été de 2016 à Rio de Janeiro. Pour les Jeux suivants en 2021 à Tokyo, il entre dans la catégorie des lourds moyens et décroche la médaille d'or après avoir soulevé 177 kg à l'arraché et 225 kg à l'épaulé-jeté établissant un nouveau record olympique.
Il est médaillé d'or à l'épaulé-jeté et médaillé d'argent au total aux Championnats du monde d'haltérophilie 2021 à Tachkent.